# SCO Group
The SCO Group, Inc. war ein Softwareanbieter, insbesondere von Unix-Betriebssystemen. Unter der vorigen Firma Caldera Systems bzw. Caldera International hatte das Unternehmen große Teile (UNIX Business, Service Business) der früheren Santa Cruz Operation (SCO) übernommen. Später firmierte sich Caldera International in The SCO Group um. Die Gruppe bot die Unix-Derivate UnixWare und OpenServer an. Die ursprüngliche SCO firmierte sich um unter dem Namen Tarantella, Inc. Tarantella wurde 2005 von Sun Microsystems gekauft und bestand dort als Abteilung weiter; seit dem Aufkauf von Sun 2010 gehört Tarantella zu Oracle.
Seit Mitte des Jahres 2006 bot das Unternehmen zusätzlich zu den Unix-Betriebssystemen auch Dienste für den Zugriff von Smartphones (PalmOS, Windows Mobile OS, Java) auf Serveranwendungen an („SCO Mobile“, „Me Inc.“).
Die SCO Group behauptete, mit dem Kauf von Unix-Rechten der Santa Cruz Operation (noch als Caldera Systems Inc.) sämtliche Rechte an den Methoden und Konzepten des Betriebssystems Unix sowie einen Anspruch auf Geheimhaltung des Codes aller auf Unix basierenden Projekte der Unix-Lizenznehmer von AT&T zu besitzen. Sie klagte deshalb gegen die Unternehmen IBM, Novell, AutoZone und DaimlerChrysler. Die Klagen gegen AutoZone und Daimler wurden beigelegt. Der Softwarehersteller Red Hat hat seinerseits die SCO Group wegen übler Nachrede verklagt. Siehe dazu SCO gegen Linux.
Im September 2007 beantragte die SCO Group Gläubigerschutz nach Chapter 11 des US-amerikanischen Insolvenzrechts. Am 27. Dezember 2007 wurde die Notierung der Aktie der SCO Group (Kürzel SCOX) an der US-amerikanischen Börse Nasdaq beendet. SCO benannte sich selbst 2011 in TSG Group, Inc. um.
Am 8. August 2012 reichte die SCO Group einen Antrag ein, vom Konkurs nach Chapter 11 in die Liquidation nach Chapter 7 zu wechseln.

## Unternehmensgeschichte
Caldera entwickelte sich als Projekt innerhalb von Novell. Kurz darauf wurde Caldera, Inc. 1994 von Bryan Sparks (CEO) mit finanzieller Hilfe von Ray Noorda von Novell ins Leben gerufen. Der Sitz war in Utah, USA. Das erste Produkt war der auf Red Hat Linux basierende Caldera Network Desktop, später Caldera OpenLinux, welches auf PowerLinux des Linux Support Teams (LST) basierte. Nach Gründung der LST Software GmbH 1996 wurde dieselbe 1997 von Caldera übernommen und ging in die Caldera Deutschland GmbH über. Zielgruppe für dieses System waren kommerzielle Anwender, der Markterfolg war jedoch mäßig. 1998 teilte sich die Firma in Caldera Systems (für das Linux- und Business-Geschäft) und Caldera Thin Clients (für das DOS- und Thin-Client-Geschäft) auf. Ransom Love wurde nachfolgender CEO bei Caldera Systems bis Ende 2002, wohingegen Roger Gross die Führung bei Caldera Thin Clients übernahm, dem Leiter der Entwicklungszentrale Caldera UK für das DOS-Geschäft. Nach dem misslungenen Umzug der DOS-Entwicklung in die USA, dem Fortgang von Gross und der Umbenennung in Lineo, Inc. übernahm Sparks zwischenzeitlich auch wieder die Führung bei Lineo, das sich auf Linux Thin Clients konzentrierte. Die Mutterfirma Caldera, Inc. wurde von Bryan Sparks noch bis zum Ende des Prozesses gegen Microsoft weitergeführt. Mit dem Kauf der Server-Softwareabteilung von SCO benannte sich Caldera Systems im August 2001 in Caldera International um. Im Sommer 2002 verließ Ransom Love Caldera International und wurde durch Darl McBride ersetzt. Der Name SCO wurde wieder aktiviert und die Umbenennung in The SCO Group, Inc. erfolgte im August 2002. Damit sollte die Verbindung mit dem Unix-Traditionshaus SCO verdeutlicht werden.
Im März 2003 erhob SCO Vorwürfe gegen die Linux-Gemeinde, dass Teile des Quellcodes des Linux-Kernels dem originalen Unix-Quellcode entnommen seien, und strengte einen Prozess gegen IBM an. In einem parallelen Prozess wurde im August 2007 jedoch entschieden, dass Novell das Copyright an Unix besitzt. Siehe dazu auch: SCO gegen Linux.
Am 14. September 2007 beantragte die SCO Group Gläubigerschutz nach Chapter 11 zur Restrukturierung, was die Insolvenz von SCO bedeutet.

### Der Weg von SCO und Caldera Systems
Ein Grund für den Kauf der SCO-Unix-Produktsparte durch den Linux-Anbieter Caldera Systems war wohl auch der SCO-eigene Bestand von über 15.000 weltweiten „value-added“ (Mehrwert-)Wiederverkäufern (VARs), die Softwarelösungen für Kunden anboten. Benötigte etwa eine Arztpraxis einen Computer, mehrere Terminals, sowie Buchführungs- und medizinische Software, so boten diese Wiederverkäufer das Betriebssystem SCO-Unix auf Intel-PCs und die benötigten Anwenderprogramme an. Einer der größten Kunden von SCO ist die Schnellrestaurantkette McDonald’s, die in den USA SCO-Unix einsetzt.
Für den Einsatz von SCO-Unix sprechen nach Einschätzung von SCO die im Verhältnis zur Gesamtlösung vernachlässigbar kleinen Betriebssystem-Lizenzkosten (insb. keine Wartungsgebühren, Lizenzkosten sind aber abhängig von CPU-, RAM- und Softwareausstattung des Rechners) und eine geringe sogenannte Total Cost of Ownership (TCO) wegen selten benötigten Supports. Laut Angaben von SCO beträgt die durchschnittliche Zeit zwischen Systemstopps 20.000 Stunden, was eine sehr hohe Uptime (Zeit ohne Neustart des Servers) ermöglicht. Während des SCO Forum in Las Vegas 2004 wurde ein Preis für den Server mit der längsten Uptime ausgelobt, die Uptime ergab sich aus eingesandten Systeminformationen von SCO-Kunden inklusive der „uptime“-Kommandoausgabe.

### OpenLinux und OpenUnix
Die Bezeichnungen „OpenServer“, „OpenUnix“ oder auch „OpenLinux“ für die Caldera-Produkte suggerieren, dass es sich im Gegensatz etwa zu Konkurrenzprodukten speziell um Open-Source-Software handelt. „Open“ steht hier jedoch für Open Standards – ein Begriff, der schon lange in der Computerindustrie verwendet wird, etwa bei OSF, X/OPEN oder OpenGroup. Er hat im Zusammenhang mit SCO OpenServer und dem (wieder in SCO UnixWare rückbenannten) SCO OpenUNIX nichts mit dem Begriff Open Source zu tun. Korrekt ist allerdings, dass zahlreiche Open-Source-Komponenten (wie Perl, Apache und Samba) mit den SCO-Produkten ausgeliefert werden. Der Betriebssystemcode ist aber Closed Source.

### Sonstiges
The SCO Group gehörte bis März 2005 zur Canopy Group. Die Aktie (SCOX) wurde bis zum 27. Dezember 2007 an der Nasdaq gelistet. Nachdem das Wertpapier mehrmals vom sogenannten Delisting (Entfernung des Papiers vom Börsenhandel) bedroht gewesen war (die Nasdaq gab es bekannt), dass das Papier die Voraussetzungen für den Handel nicht mehr erfülle und SCO seit dem 29. April 2007 ein halbes Jahr Zeit hätte, das Papier wieder den Anforderungen gerecht werden zu lassen, wurde das Papier am 27. Dezember 2007 vom Börsenhandel ausgeschlossen.

## Standorte
Der Unternehmenssitz befand sich in Lindon im Bundesstaat Utah. In den USA gab es zwei weitere Niederlassungen in Murray Hill (New Jersey) und Scotts Valley (Kalifornien).
Die für Deutschland zuständige The SCO Group GmbH war in Bad Homburg vor der Höhe.

## Versionen
| Version | Datum              | Bezeichnung             |
| ------- | ------------------ | ----------------------- |
| 1.0     | 5. Februar 1996    | Caldera Network Desktop |
| 1.1     | 4. Mai 1997        |                         |
| 1.2     | 23. Februar 1998   |                         |
| 1.3     | 28. September 1998 |                         |
| 2.2     | 19. April 1999     |                         |
| 2.3     | 13. September 1999 | OpenLinux eServer       |
| 2.4     | 21. Februar 2000   | OpenLinux eDesktop      |
| 3.1     | 2. Juli 2001       | Workstation, Server     |
| 3.1.1   | 30. Januar 2002    | Workstation, Server     |

| Version | Datum             |
| ------- | ----------------- |
| 4.0     | 19. November 2002 |

Am 15. Mai 2003 wurde die Entwicklung von SCO Linux eingestellt.